# بوسه تو
«بوسه تو» تک‌آهنگی از وان دایرکشن است که در سال ۲۰۱۳ میلادی منتشر شد. این تک‌آهنگ در آلبوم مرا به خانه ببر (آلبوم وان دایرکشن) قرار داشت.
این تک‌آهنگ در چارت‌های بریتانیا، اسکاتلند، ایرلند جزو ده ترانه اول قرار گرفت.